# Frailea friedrichii
Frailea friedrichii là một loài thực vật có hoa trong họ Cactaceae. Loài này được Buining & G.Moser mô tả khoa học đầu tiên năm 1971.